# Orquestra Filarmónica de Jalisco
A Orquestra Filarmónica de Jalisco é uma das mais vibrantes orquestras no panorama musical de Latinoamérica com sede em Guadalajara (Jalisco, México). Com uma longa história de tradição sinfónica e operística.